# 是空
『是空』（ぜくう）は2003年9月に発売されたムックの3rdアルバム。初回盤にはDVD。通常盤初回プレス分には「青き春」が収録されたボーナスCDが付属した。

## 収録曲
1. 心奏
（作曲：ミヤ）
  - インスト。
2. 茫然自失
（作詞：ミヤ / 作曲：石岡）
  - 「心奏」から続けて入る曲。ミヤが逹瑯に対して書いた作品。2017年発売の『殺シノ調べII This is NOT Greatest Hits』にて再録されている。
3. 我、在ルベキ場所
（作詞：ミヤ / 作曲：ミヤ）
  - 3rdシングル。
  - 新しいアウトロが追加されたアルバムヴァージョン。
4. 商業思想狂時代考偲曲(平成版)
（作詞：ミヤ / 作曲：ミヤ）
  - シングル『我、在ルベキ場所』Cタイプのカップリング曲にバージョン違いである(70's ver.)が収録されている。こちらが先に製作されたらしい。
5. 悲観主義者が笑う
（作詞：ミヤ / 作曲：石岡）
6. 死して塊
（作詞：逹瑯 / 作曲：福安悟介）
  - 作曲クレジットはYUKKEとSATOちの本名を合わせたもの。
7. 双心の声
（作詞：逹瑯 / 作曲：ミヤ）
8. 1979
（作詞：逹瑯 / 作曲：SATOち）
  - 2017年発売の『殺シノ調べII This is NOT Greatest Hits』にて再録されている。
9. 嘆き鳥と道化人
（作詞：逹瑯 / 作曲：石神井）
  - 2007年発売の『WORST OF MUCC』に歌詞違いバージョンである「試験管ベイビー」が収録されている。
10. この線と空
（作詞：ミヤ / 作曲：ミヤ）
11. 9月3日の刻印
（作詞：ミヤ / 作曲：ミヤ）
  - PVも製作された楽曲。最後の語りはミヤが歌っている。
12. 蘭鋳
（作詞：逹瑯 / 作曲：ミヤ）
  - ライブでは定番の曲。歌詞の「×××」の部分は、「犬畜生」と歌っている。2007年発売の『WORST OF MUCC』と2017年発売の『殺シノ調べII This is NOT Greatest Hits』にて再録されている。

ボーナスCD(初回盤)
1. 青き春
（作詞：ミヤ / 作曲：ミヤ）
  - 2007年発売の『BEST OF MUCC』の初回版に再録版が収録されている。

## カバー
茫然自失
- lynch. - 2017年11月22日発売の『TRIBUTE OF MUCC -縁[en]-』に収録。

蘭鋳
- ROTTENGRAFFTY - 2017年11月22日発売の『TRIBUTE OF MUCC -縁[en]-』に収録。